# Villa Stokkum
Die Villa Stokkum (seltener: Villa Stockum) ist ein historischer Gebäudekomplex am südöstlichen Ortsrand von Hanau-Steinheim im Main-Kinzig-Kreis in Hessen. Das Kulturdenkmal wurde bis 1993 umfangreich saniert und durch Neubauten ergänzt, um einen modernen Hotelbetrieb aufzunehmen. Heute befindet sich darin das Vier-Sterne-Hotel Best Western Premier Hotel Villa Stokkum.

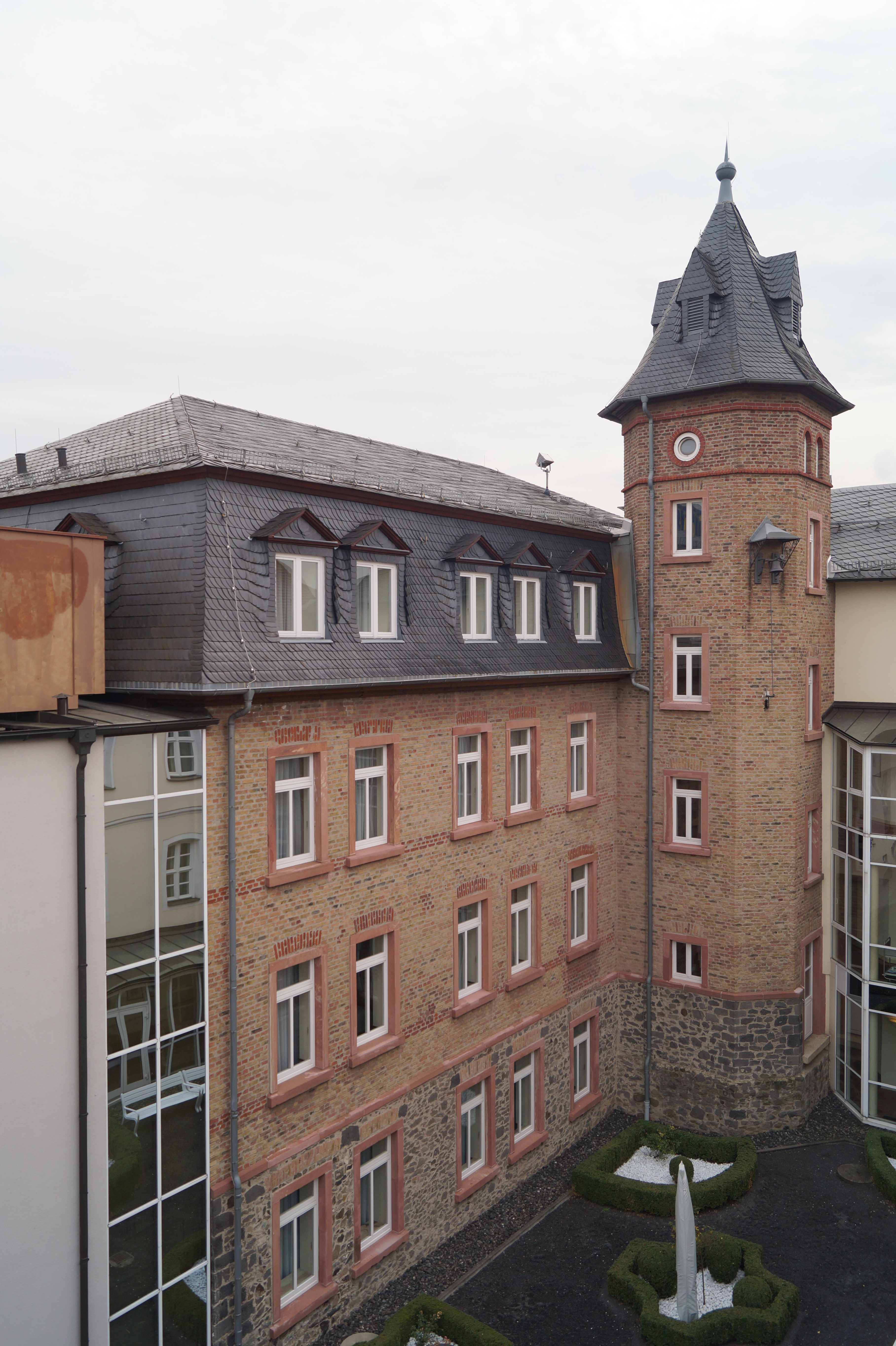
Blick in den Innenhof der Villa Stokkum mit historischem Fabrikgebäude der Zigarrenfabrik und Treppenturm

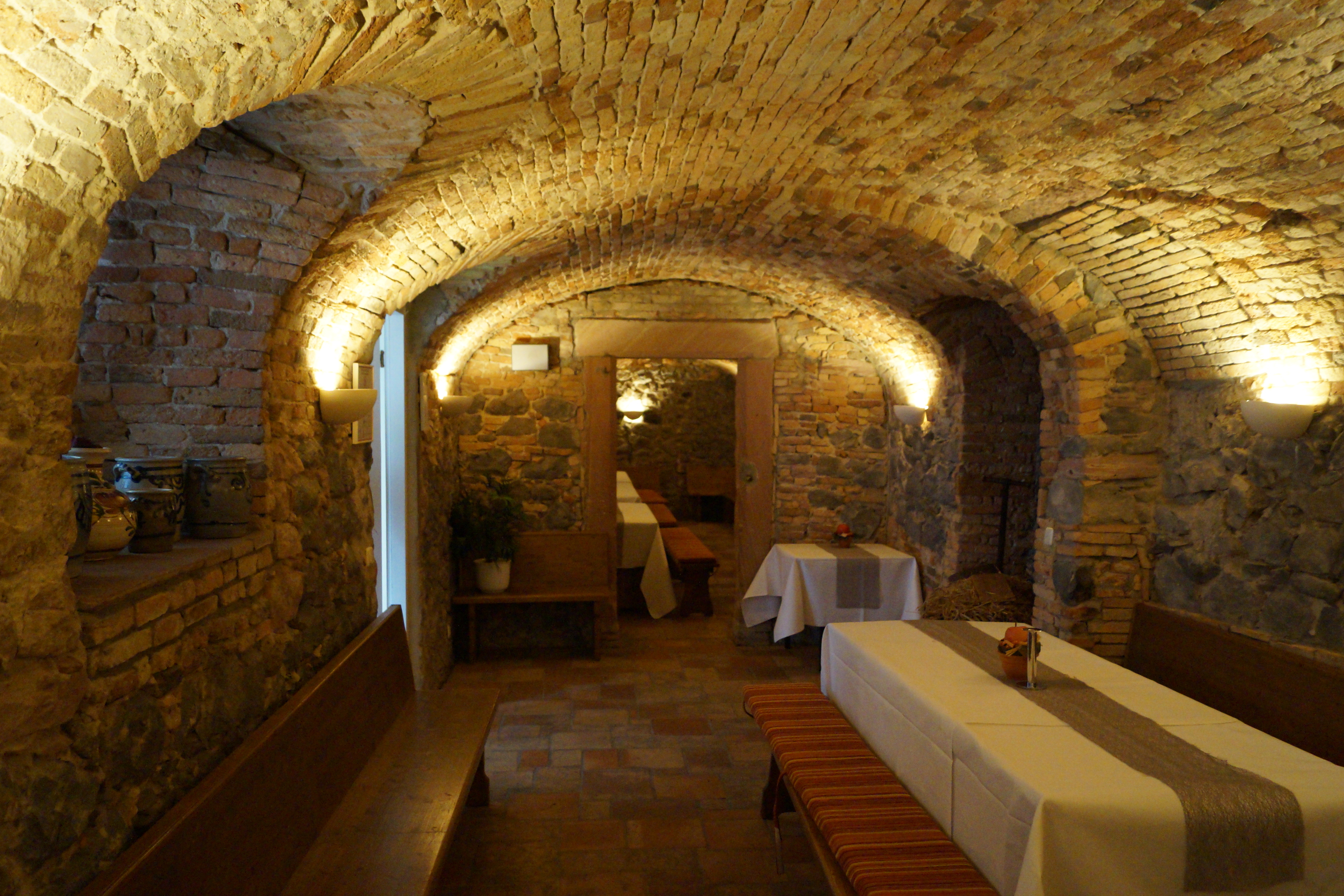
Historischer Gewölbekeller im Hauptgebäude

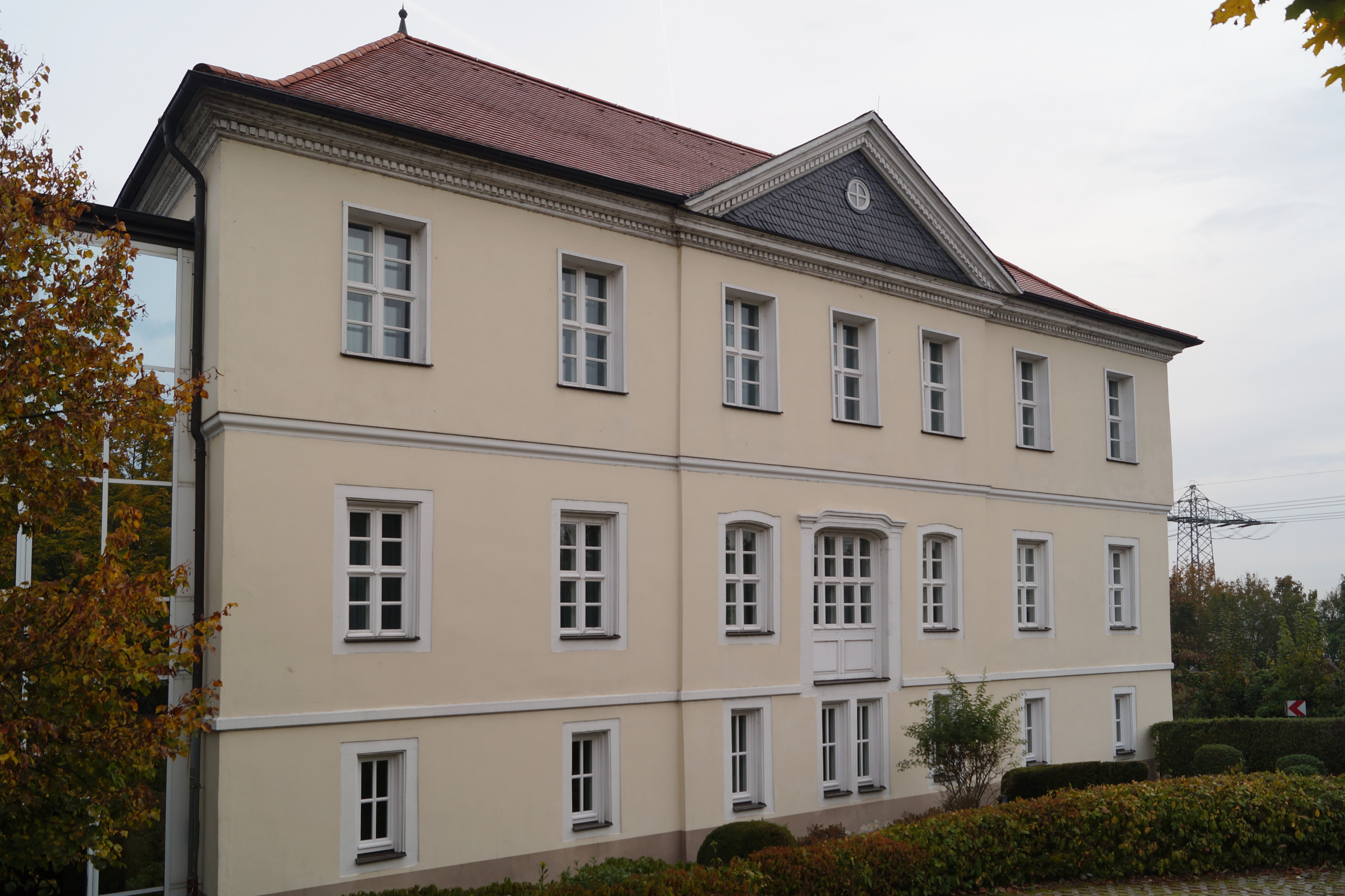
Ansicht des barocken Gartenhauses, Straßenseite

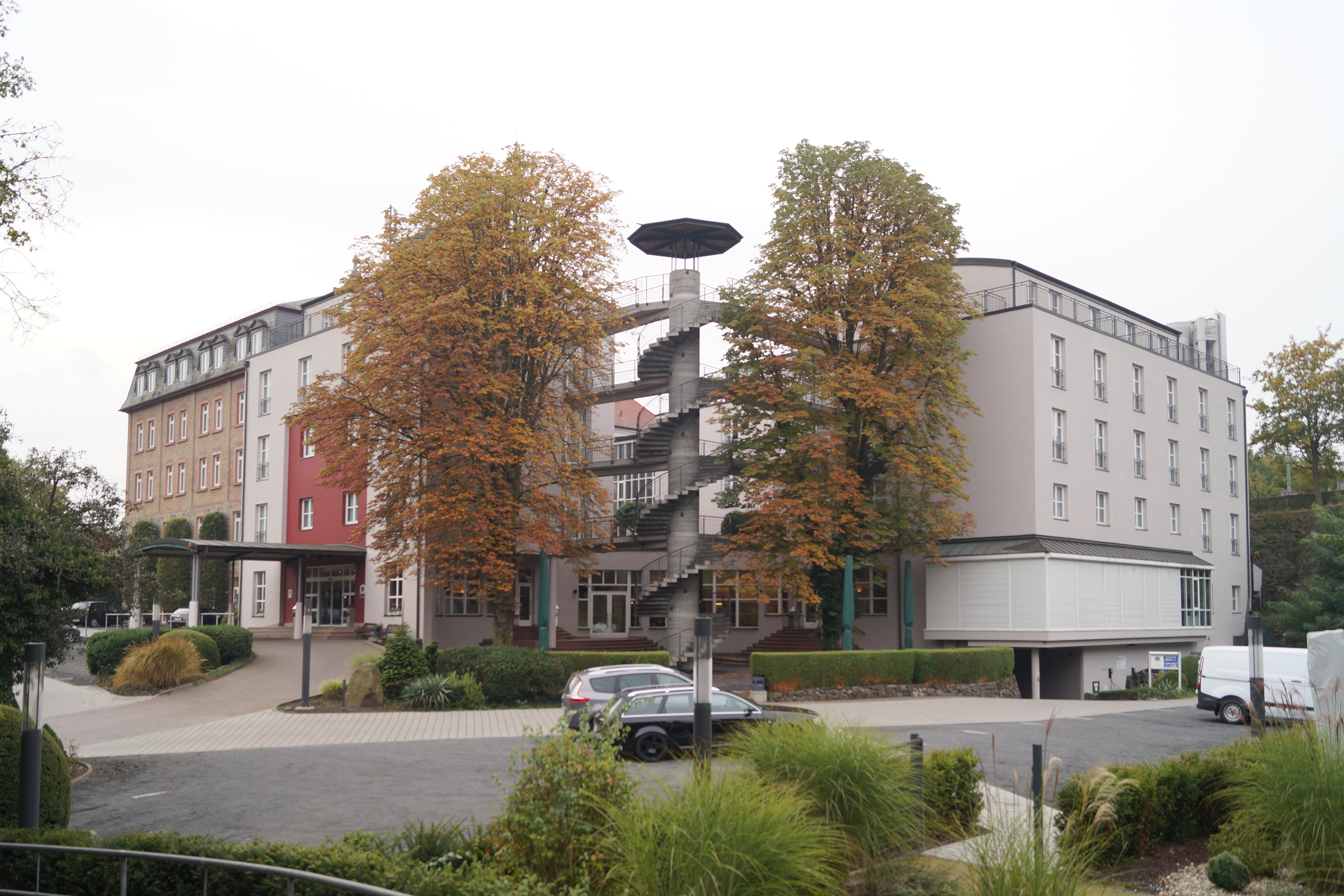
Rückwärtige Ansicht mit modernen Hotelgebäuden

## Lage
Die Anlage befindet sich am Hang des Hainbergs zwischen Steinheim und Klein-Auheim im Hellenbachtal knapp unterhalb von dessen Mündung in den Main (Adresse: Steinheimer Vorstadt 70). Die Lage am Südhang mit Blick auf die Alte Fasanerie machte den Hainberg einst zu einer der attraktivsten Weinlagen Steinheims. Im Bereich der heutigen Hotelanlage wurde der Hang durch eine mächtige Stützmauer mit Blendbögen aus Blasenbasalt abgestützt, die heute aufgrund einer Anschüttung am Hang nicht mehr vollständig sichtbar sind. Unmittelbar am Haus vorbei verläuft heute die Bundesstraße 43a.

## Geschichte
Das Gut am Hainberg wird erstmals 1792 als Gartenhaus der Familie von Reiss (auch von Reuss) erwähnt. Die Villa ist aber erstmals zu sehen auf einem Kupferstich des Hanauers Johann Jacob Müller auf einer Handwerksurkunde des Jahres 1784. Zudem weist die Jahreszahl 1665 auf einem sandsteinernen Architekturteil des Tonnengewölbes auf ältere Gebäude vor Ort hin.
Aufgrund von Schulden war die Besitzerfamilie bald gezwungen, das Anwesen zu verkaufen. Es erscheinen nun mehrfach wechselnde Besitzer, darunter ein Freiherr von Weitershausen, auch ein Caspar Kämmerer sowie ein Steinheimer Amtsvogt namens Kämmerer werden als Besitzer genannt. Nach 1800 kaufte der aus Hanau kommende Baron Friedrich von Stockum-Sternfels das Gebäude, nach dem es in der folgenden Zeit als Gartenhaus des Herrn von Stokkum bezeichnet wurde.
Nach der Schlacht bei Hanau richtete man in dem Gebäude 1813 ein Lazarett ein, wofür dem Besitzer im Oktober 1814 der Betrag von 500 fl. als Entschädigung gezahlt wurde. Alphons von Stockum-Sternfels (1796–1857), der Sohn des Eigentümers, kämpfte selbst als junger bayerischer Unterleutnant in dieser Schlacht. Zwischen 1850 und 1885 (zum genauen Jahr gibt es unterschiedliche Quellen) gelangte das Gut in den Besitz des Hanauer Zigarrenfabrikanten C.J. Hosse. Die Baupläne für die beiden unterhalb des bestehenden barocken Wohngebäudes ab 1885 hinzugefügten Fabrikgebäude sind im Stadtarchiv Hanau erhalten (Architekt J. Thyriot). In Steinheim entstanden bald weitere derartige Betriebe, so dass 1890 etwa 600 Männer und Frauen in der Steinheimer Zigarrenindustrie beschäftigt waren.
Von dem Niedergang der örtlichen Tabakindustrie war auch das Gebäude in der zweiten Hälfte des 20. Jahrhunderts betroffen. Es folgte in den 1980er Jahren eine Phase des Leerstandes und der Verwahrlosung. Erst mit einer kompletten Umgestaltung, denkmalgerechten Sanierung und Umnutzung zum Hotel (eröffnet 1993) konnte dieser Prozess gestoppt werden.

## Anlage
Der historische Teil der Anlage besteht aus zwei Teilen: ältestes Gebäude ist das barocke Gartenhaus, dessen Vorplatz als Terrasse gestaltet war. Ursprünglich schloss sich rückseitig ein ebenfalls terrassenförmig angelegter Garten mit Weinstöcken an, ehe man 1885 dort die beiden Fabrikgebäude erbaute, die mit dem Wohnhaus einen U-förmigen Gebäudekomplex bildeten. Zum ursprünglichen Bestand gehört die Umfassungsmauer aus Bruchstein mit Toreingang sowie ein nicht mehr vorhandenes Nebengebäude westlich des Hauptgebäudes. Zwischen diese historische Substanz wurden beim Umbau zum Hotel moderne Flügel ergänzt, die einen komplett umschlossenen Hof ergeben.
Das historische Hauptgebäude und ehemalige Gartenhaus ist ein dreigeschossiger, verputzter Bau mit Walmdach. Das Obergeschoss besteht aus Fachwerk, das aber rein konstruktiven Zwecken dient und seit der Erbauungszeit verputzt war. Vorder- und Rückseite werden jeweils durch einen verschieferten Dreiecksgiebel mit Lünette betont. Unterhalb der Dachtraufe verläuft um das gesamte Gebäude ein Zahnschnittfries. Von den historischen Innenräumen sind ein Gewölbekeller, der durch eine Jahreszahl auf das Jahr 1665 datiert sowie ein großer, barocker Saal im Erdgeschoss erhalten und für eine Nutzung durch das Hotel restauriert.
Unterhalb des Wohngebäudes wurden 1885 zwei viergeschossige Fabrikgebäude für die Zigarrenfabrik C.J. Hosse (auch Hosse Wittib) errichtet. Die Gebäude weisen im Untergeschoss hohe Substruktionen aus Blasenbasalt auf, während die Obergeschosse aus Ziegeln gemauert sind. Im Inneren befanden sich ursprünglich größere Fabrikationssäle, die von gusseisernen Stützen getragen wurden. Durch den Umbau zum Hotel wurden diese in kleinere Einheiten unterteilt. Die Baugruppe wird überragt von einem polygonalen Treppenturm mit Uhr, der ursprünglich eine etwas steilere und weiter auskragende Haube besaß.
Der heutige Hotel- und Tagungsbetrieb des Best Western Premier Hotel Villa Stokkum in dem umfangreichen Gebäudekomplex umfasst 135 Zimmer und Suiten sowie 16 Veranstaltungsräume, Restaurant, Terrasse und einen großen Parkplatz unterhalb des Gebäudes.